# میدو حماده
میدو حماده (عربی مصری: [ميدو حمادة] Error: {{Lang}}: متن دارای نشانه‌گذاری ایتالیک است (راهنما)؛ زادهٔ ۱۹۷۱ (۵۳–۵۴ سال)) یک بازیگر سینما اهل مصر است.
از فیلم‌ها یا برنامه‌های تلویزیونی که وی در آن نقش داشته است می‌توان به ناشناس و تک‌تیرانداز آمریکایی اشاره کرد.